# 新発田警察署胎内分庁舎
新発田警察署胎内分庁舎（しばたけいさつしょたいないぶんちょうしゃ）は、新潟県警察新発田警察署管内の分庁舎。

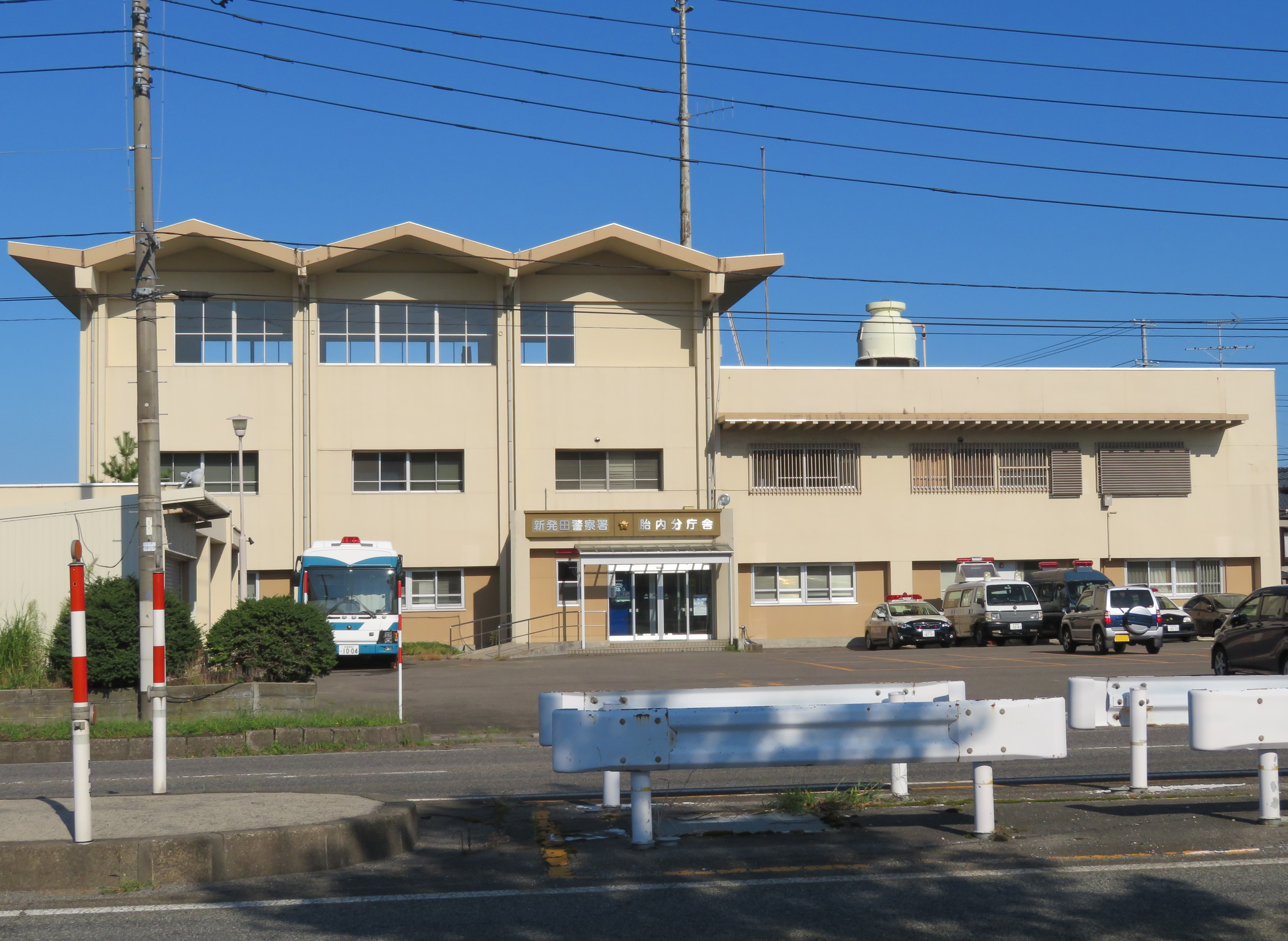
胎内分庁舎

2017年9月1日の組織変更までは胎内警察署であった。

## 管轄区域
- 胎内市

## 所在地
- 新潟県胎内市東本町20番12号

## 沿革
- 1872年（明治5年） - 中条取締所として発足
- 1876年（明治9年） - 第17屯所となる
- 1877年（明治10年） - 新発田警察署中条分署となる
- 1926年（大正15年） - 中条警察署となる
- 1943年（昭和18年） - 新発田警察署中条警部補派出所になる
- 1954年（昭和29年） - 警察法改正により、新潟県中条警察署となる
- 1964年（昭和39年） - 現庁舎完成
- 2005年（平成17年） - 胎内市の誕生により、胎内警察署と改称
- 2017年（平成29年）9月1日 - 新発田警察署の胎内分庁舎に組織変更[1]

## 交番
なし

## 駐在所
- 築地駐在所
- 乙駐在所
- 黒川駐在所
- 胎内駐在所